# Fodina maudavei
Fodina maudavei är en fjärilsart som beskrevs av Pierre E.L. Viette 1982. Fodina maudavei ingår i släktet Fodina och familjen nattflyn. Inga underarter finns listade i Catalogue of Life.